# Hendrik II van Champagne
Hendrik II van Champagne ook wel Hendrik I van Jeruzalem (29 juli 1166 - Akko, 10 september 1197), bijg. de Jonge, was de oudste zoon van Hendrik I van Champagne en Maria van Frankrijk, een dochter van Lodewijk VII van Frankrijk en Eleonora van Aquitanië.

## Levensloop
Hij volgde zijn vader in 1181 op als graaf van Champagne, maar regeerde tot 1187 onder de voogdij van zijn moeder. Hendrik weigerde een gepland huwelijk met het huis Henegouwen (een van de dochters van Boudewijn I van Constantinopel), maar verloofde zich in 1189 met Ermesinde, dochter van Hendrik de Blinde en erfgename van Namen en Luxemburg. Dit was tegen de zin van keizer Frederik I Barbarossa, die vervolgens zijn broer Theobald als opvolger aanwees. Volgens Steven Runciman zou Hendrik juist zelf zijn broer hebben verkozen als opvolger van Champagne, hij liet zelfs diverse edelen er een eed voor afleggen.
Hendrik ging in 1190 mee op de Derde Kruistocht, hij arriveerde eerder dan zijn oom Filips II van Frankrijk en Richard I van Engeland. Hij was een van de Franse leiders tijdens het Beleg van Akko (1189-1191) voordat Filips arriveerde. Hij zou deel hebben uitgemaakt van een groep edelen die Isabella van Jeruzalem wilden ontvoeren, maar vooral overhalen om van Humpfrey IV van Toron te scheiden, om vervolgens met Koenraad van Montferrato te kunnen trouwen. Hendrik was een familielid van Koenraad door de verbondenheid van de grootouders. Volgens de moslimbiograaf Baha al-Din, raakte Hendrik op 15 november 1190 zwaargewond in Akko. Later tijdens de campagne, zou Hendrik zijn vazalschap aan Filips ingeruild hebben in een vazalschap aan Richard. In april 1192 stuurde koning Richard, Hendrik als zijn vervanger/vertrouweling vanuit Akko naar Tyrus, om Koenraad van Montferrat op de hoogte te brengen voor zijn verkiezing als koning van Jeruzalem. Toen Hendrik terugkeerde, werd Koenraad een paar dagen later vermoord door twee Assasijnse huurlingen.

### Koning van Jeruzalem
Hendrik keerde na twee dagen weer terug naar Tyrus, hij wist echter nog niet dat Koenraad vermoord was en zag dat er voorbereidingen gemaakt werden voor zijn begrafenis. Hendrik werd vrijwel gelijk gekoppeld aan de nu weduwe en zwanger geraakte Isabella van Jeruzalem, ze huwden al in acht dagen na de begrafenis van Koenraad. Het huwelijk werd grossierlijk beschreven als romantisch door diverse kroniekschrijvers; Isabella was onder de indruk van Hendriks knappe voorkomen (hij was immers twintig jaar jonger dan Koenraad) waarna ze hem vroeg, met haar te trouwen. Ze was ondertussen wel al zwanger van Koenraad (de toekomstige Maria van Monferrato), waardoor het huwelijk door sommigen als schandalig werd gezien, maar het was politiek gezien gewoon nodig om een nieuwe man te huwen die het koninkrijk kon verdedigen met zijn invloeden. Hij profiteerde wel ruim van de welstand door de 3-jarige wapenstilstand die Richard Leeuwenhart met Saladin gesloten had, om ruime giften naar het thuisland te sturen. Het koppel kreeg binnen een aantal jaren twee dochters, Alice of Adelheid en Filippa.
Hendrik had aan Richard van Engeland toestemming gevraagd voor dit huwelijk, die daarin toestemde. Ondertussen werd Richard verdacht achter de moordaanslag van Koenraad te zitten, wat een hoop vragen opwierp over de toedracht. Hendrik had zichzelf in mindere mate ook verdacht gemaakt, hij werd door de Arabieren "al-kond Herri" genoemd, enige tijd later zocht hij contact met de Assasijnen en bezocht hun vestiging in al-Kahf. Om uitdrukking te geven aan zijn autoriteit gaf de grootmeester van de Assasijnen de opdracht aan twee van zijn rekruten om een dodelijke afdaling langs een rots te maken, dit werd ook gedaan waarna ze te pletter vielen. Vervolgens boden de Assasijnen aan om een moord voor Hendrik te plegen, uit eer voor hun gast. Hendrik weigerde en zag af van een verdrag, waarna hij de streek weer verliet. Nadat een twist met Amalrik de Lusignan was bijgelegd, huwde hij zijn dochter Alice uit aan Amalriks zoon Hugo van Cyprus. De andere dochter Filippa huwde met Evrard van Brienne-Ramerupt, die daarop aanspraak maakte op de graafschap Champagne.
Hendrik stierf in 1197 na een val uit een toren. Deze toren was vermoedelijk gevestigd in een van de paleizen in Akko. Er worden diverse beweringen gegeven over de val; in de Oudfranse voortzetting van de kroniek van Willem van Tyrus, ook bekend onder de naam De kroniek van Ernoul wordt gesuggereerd dat het raamwerk of de balkonhouder afbrak toen hij erop leunde. Een dienaar, mogelijk een dwerg genaamd Scarlet, viel ook, nadat hij geprobeerd had de koning te redden door aan zijn vest te trekken, hij woog echter te weinig om de koning overeind te krijgen. Een andere versie suggereert dat Hendrik een optocht bekeek vanuit zijn raam, toen een groepering Pisaanse handelaars zijn vertrekken binnenkwamen, draaide Hendrik zich om, om ze te groeten, hij deed daarna een stap naar achteren en verloor zijn evenwicht. Wat ook de ware toedracht was, Hendrik overleed vrijwel meteen toen hij beneden lag.

## Voorouders
| Voorouders van Hendrik II van Champagne (1166-1197) | Voorouders van Hendrik II van Champagne (1166-1197)                             | Voorouders van Hendrik II van Champagne (1166-1197)                             | Voorouders van Hendrik II van Champagne (1166-1197)                             | Voorouders van Hendrik II van Champagne (1166-1197)                             | Voorouders van Hendrik II van Champagne (1166-1197)                             | Voorouders van Hendrik II van Champagne (1166-1197)                             | Voorouders van Hendrik II van Champagne (1166-1197)                        | Voorouders van Hendrik II van Champagne (1166-1197)                        |
| --------------------------------------------------- | ------------------------------------------------------------------------------- | ------------------------------------------------------------------------------- | ------------------------------------------------------------------------------- | ------------------------------------------------------------------------------- | ------------------------------------------------------------------------------- | ------------------------------------------------------------------------------- | -------------------------------------------------------------------------- | -------------------------------------------------------------------------- |
| Overgrootouders                                     | Stefanus II van Blois (1045-1102) ∞ Adela van Engeland (1062-1137)              | Stefanus II van Blois (1045-1102) ∞ Adela van Engeland (1062-1137)              | Engelbert van Karinthië (1070-1141) ∞ Uta van Passau (-)                        | Engelbert van Karinthië (1070-1141) ∞ Uta van Passau (-)                        | Lodewijk VI van Frankrijk (1081-1137) ∞ 1115 Adelheid van Maurienne (1092-1154) | Lodewijk VI van Frankrijk (1081-1137) ∞ 1115 Adelheid van Maurienne (1092-1154) | Willem X van Aquitanië (1099-1137) ∞ Aenor van Chatellerault               | Willem X van Aquitanië (1099-1137) ∞ Aenor van Chatellerault               |
| Grootouders                                         | Theobald IV van Blois (1190-1152) ∞ Mathilde van Sponheim-Karinthië (1205-1241) | Theobald IV van Blois (1190-1152) ∞ Mathilde van Sponheim-Karinthië (1205-1241) | Theobald IV van Blois (1190-1152) ∞ Mathilde van Sponheim-Karinthië (1205-1241) | Theobald IV van Blois (1190-1152) ∞ Mathilde van Sponheim-Karinthië (1205-1241) | Lodewijk VII van Frankrijk (1120-1180) ∞ Eleonora van Aquitanië (122-1204)      | Lodewijk VII van Frankrijk (1120-1180) ∞ Eleonora van Aquitanië (122-1204)      | Lodewijk VII van Frankrijk (1120-1180) ∞ Eleonora van Aquitanië (122-1204) | Lodewijk VII van Frankrijk (1120-1180) ∞ Eleonora van Aquitanië (122-1204) |
| Ouders                                              | Hendrik I van Champagne (1126-1181) ∞ Maria van Frankrijk (1145-1198)           | Hendrik I van Champagne (1126-1181) ∞ Maria van Frankrijk (1145-1198)           | Hendrik I van Champagne (1126-1181) ∞ Maria van Frankrijk (1145-1198)           | Hendrik I van Champagne (1126-1181) ∞ Maria van Frankrijk (1145-1198)           | Hendrik I van Champagne (1126-1181) ∞ Maria van Frankrijk (1145-1198)           | Hendrik I van Champagne (1126-1181) ∞ Maria van Frankrijk (1145-1198)           | Hendrik I van Champagne (1126-1181) ∞ Maria van Frankrijk (1145-1198)      | Hendrik I van Champagne (1126-1181) ∞ Maria van Frankrijk (1145-1198)      |

1. ↑  A History of the Crusades, II.